# Carles Josep Bonet i Revés
Carles Josep Bonet i Revés (Lleida, 19 de març de 1954) és un matemàtic i polític català, diputat al Parlament de Catalunya en la VI i VII legislatura i senador designat pel Parlament de Catalunya.

## Biografia
Doctor en Matemàtiques, treballa com a professor de matemàtica aplicada a la Universitat Politècnica de Catalunya, i militant d'Esquerra Republicana de Catalunya. En 1978 fundà el Cercle Ramon Llull
Va ser cofundador de la Convenció per la Independència Nacional el 1986 de la qual va ser nomenat president. Aquell mateix any va ser un dels signants de la Crida Nacional a ERC tot i que va començar a militar-hi fins tres anys després.
Va ser el cap de llista d'ERC a les eleccions municipals de 1991 a Barcelona, però no va aconseguir entrar a l'ajuntament. Fou elegit diputat a les eleccions al Parlament de Catalunya de 1999 i 2003, i designat senador per la Comunitat Autònoma de 1999 a 2011, on fou portaveu del grup Entesa Catalana de Progrés.
Al XX Congrés Nacional d'ERC celebrat el 9 de juliol de 1995 es va presentar per ser Secretari General però va ser derrotat per Àngel Colom, que va reeditar el càrrec. Al següent congrés, celebrat el 1996, va ser escollit vicesecretari general, responsabilitat que va desenvolupar fins al 2004.
El 2011 va presentar la seva candidatura per optar a ser president d'ERC però no va aconseguir recollir els avals necessaris per optar a l'elecció.
És soci de la Societat Catalana de Matemàtiques, de l'Ateneu Barcelonès -del qual en va ser vicepresident econòmic entre el 2003 i el 2007- i d'Amics de la UNESCO de Barcelona.

## Obra escrita
- Bonet, Carles. Falsa Ruta LL-7 (en castellà).  Flor del Viento, 2004. ISBN 978-84-89644-20-5.
- Bonet, Carles; Rojas, Carlos. Lluís Companys (en castellà).  Ediciones B, 2004. ISBN 978-84-666-1445-0.
- Bonet, Carles. La España de los otros españoles (en castellà).  Planeta, 2010. ISBN 978-84-08-09454-8.